# Ictinaetus malaiensis
El águila milana (Ictinaetus malaiensis) es una especie de ave accipitriforme de la familia Accipitridae, la única del género Ictinaetus.
El águila milana se distribuye por el sur y sureste de Asia, desde la India y Sri Lanka hasta el Sureste Asiático. Habita en bosques montañosos.

## Subespecies
Se reconocen dos subespecies de Ictinaetus malaiensis :
- Ictinaetus malaiensis perniger - India, Nepal y Sri Lanka.
- Ictinaetus malaiensis malayensis - de Birmania al sur de China, sudeste asiático e Indonesia.